# Амга
Амга (рус. Амга) село је и средиште Амгинског рејона, на северозападу Републике Јакутије у Руској Федерацији. Саскилах се налази на обали Анабара, који се улива у Лаптевско море.
Амга су основали руски Козаци 1652. године, као и тврђаву Амга-Слобода. Прва црква саграђена је 1680, али је касније изгорела, те након тога обновљена више пута. Развој пољопривреде на овом подручју је спроведен 1695. и то је било прво место у Јакутији које је почело да узгаја усеве.
Амга је позната као место политичког изгнанства у за време Руске Империје. Село је такође било место борби током Руског грађанског рата.

## Становништво
| 1959. | 1970. | 1979. | 1989. | 2002. | 2010. |
| ----- | ----- | ----- | ----- | ----- | ----- |
| 2.348 | 3.542 | 4.103 | 5.191 | 6.359 | 6.533 |